# Marie-Hortense Fiquet

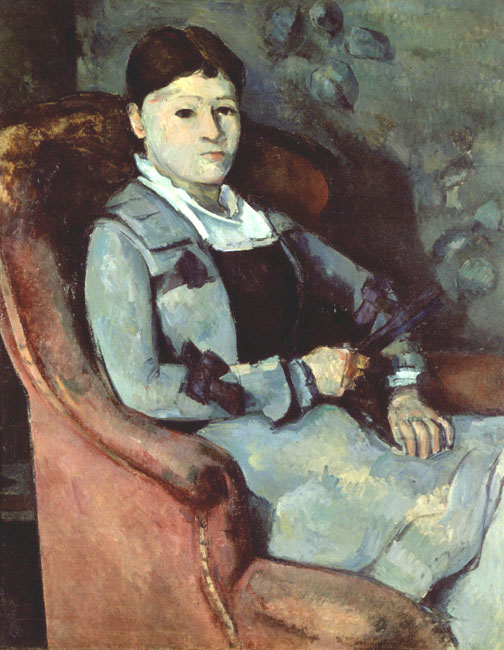
Paul Cézanne: Porträt der Mme Cézanne, 1881, Sammlung E. G. Bührle. Das Bild befand sich im Besitz von Leo und Gertrude Stein.

Marie-Hortense Fiquet (* 22. April 1850 in Saligney bei Dole; † 3. Mai 1922 in Paris) war ein französisches Malermodell und die Geliebte, Muse und spätere Ehefrau von Paul Cézanne, dem postimpressionistischen Maler und Wegbereiter des Kubismus.

## Leben

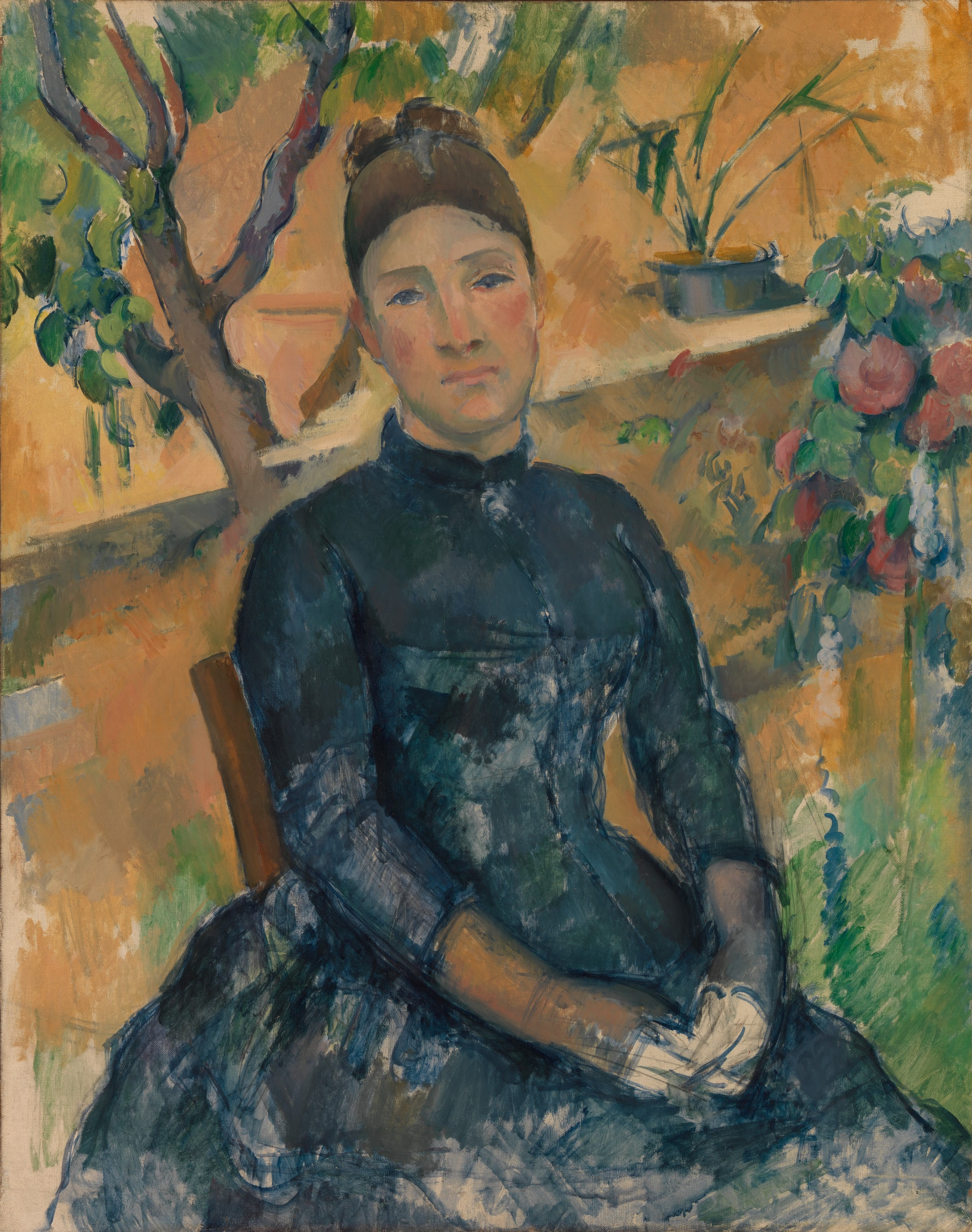
Paul Cézanne: Porträt der Mme Cézanne im Gewächshaus, Metropolitan Museum of Art, New York, 1891–1892

Hortense Fiquet war Buchbindergehilfin und arbeitete als Malermodell, um sich einen kleinen Nebenverdienst zu erwerben. Cézanne lernte die elf Jahre jüngere Hortense 1869 an der Académie Suisse in Paris kennen, und sie führten eine Beziehung. 1870 lebten Cézanne und Fiquet während des Deutsch-Französischen Krieges im Fischerdorf L’Estaque bei Marseille; der Einberufung zum Wehrdienst hatte Cézanne sich entzogen.
Hortense teilte zwar Cézannes Leidenschaft für Malerei nicht, saß ihm aber geduldig Modell. Vom Beginn der siebziger bis zu den frühen neunziger Jahren sind 26 Gemälde von Hortense bekannt. Sie ließ die anstrengenden Sitzungen bewegungslos und geduldig über sich ergehen; auf den Gemälden hat sie meistens einen strengen, verschlossenen Ausdruck.
Nach dem Ende der Pariser Kommune kehrte das Paar im Mai 1871 nach Paris zurück. Dort wurde am 4. Januar 1872 der gemeinsame Sohn Paul geboren. Cézanne verbarg seine nicht standesgemäße Familie vor dem Vater, um das Geld nicht zu verlieren, das dieser ihm zum Leben als Künstler zukommen ließ.
Von Ende 1872 bis 1874 lebte die Familie in Auvers-sur-Oise. In den Jahren zwischen 1874 und 1880 pendelte Cézanne zwischen Paris, wohin Hortense und sein Sohn gezogen waren, Aix, Marseille und L’Estaque. Gegen Ende der 1870er Jahre erfuhr der Vater Cézannes von der lange verborgen gehaltenen Beziehung zu Hortense und dem gemeinsamen unehelichen Sohn Paul. Er kürzte darauf den monatlichen Wechsel um die Hälfte.
Am 28. April 1886 heirateten Cézanne und Hortense Fiquet in Aix-en-Provence, als ihr Sohn Paul junior 14 Jahre alt war. Die Ehe war bereits zerrüttet, da Cézanne eine Scheu vor Frauen hatte und nach einem Kindheitstrauma Angst vor Berührungen, ausgelöst durch einen Fußtritt eines Mitschülers. Paul junior sollte durch die Ehe in seinen Rechten legalisiert werden. Im Oktober, nach dem Tod des Vaters, erbten Cézanne, seine Mutter und Schwestern dessen Vermögen.

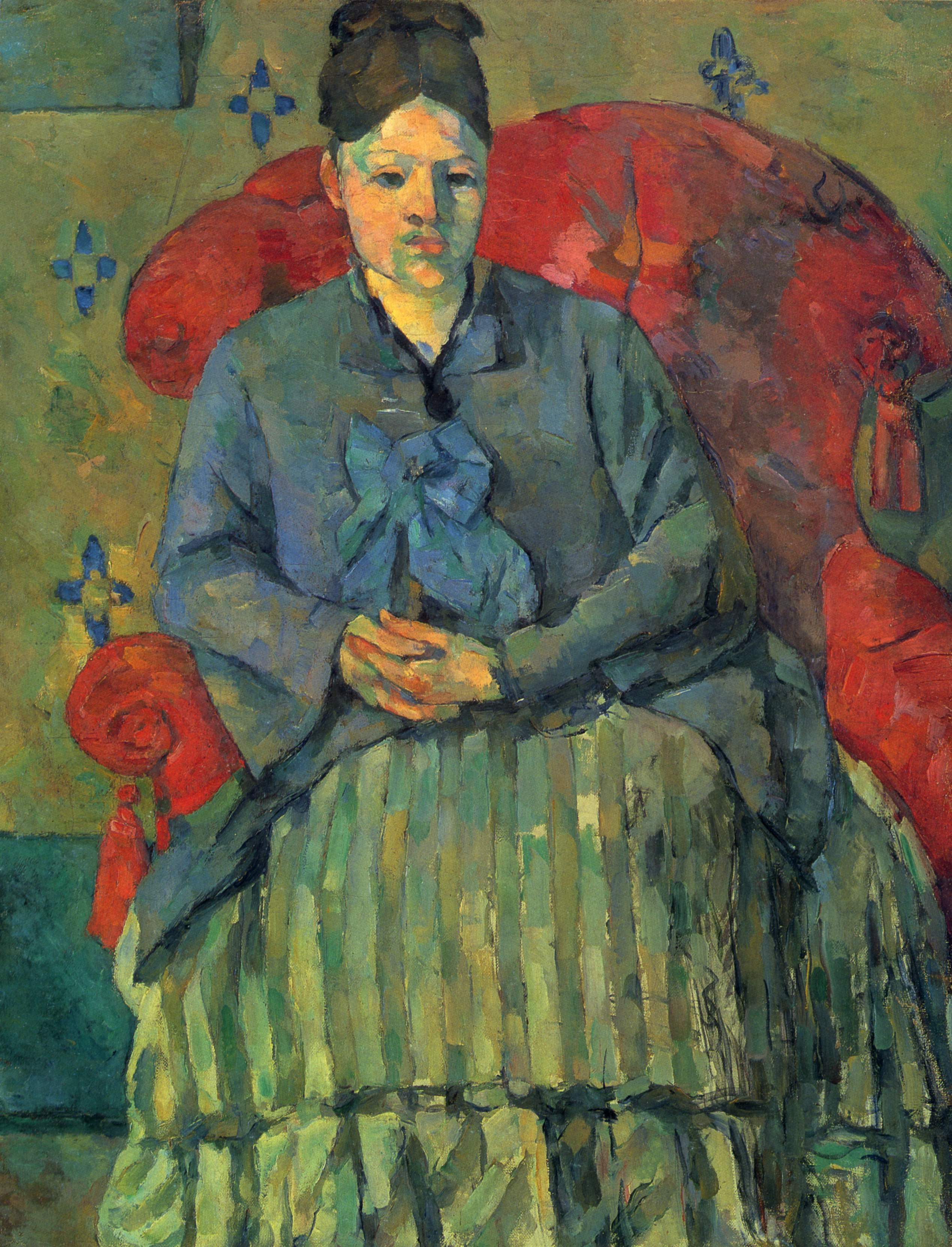
Mme Cézanne in rotem Lehnstuhl, 1877, Museum of Fine Arts, Boston
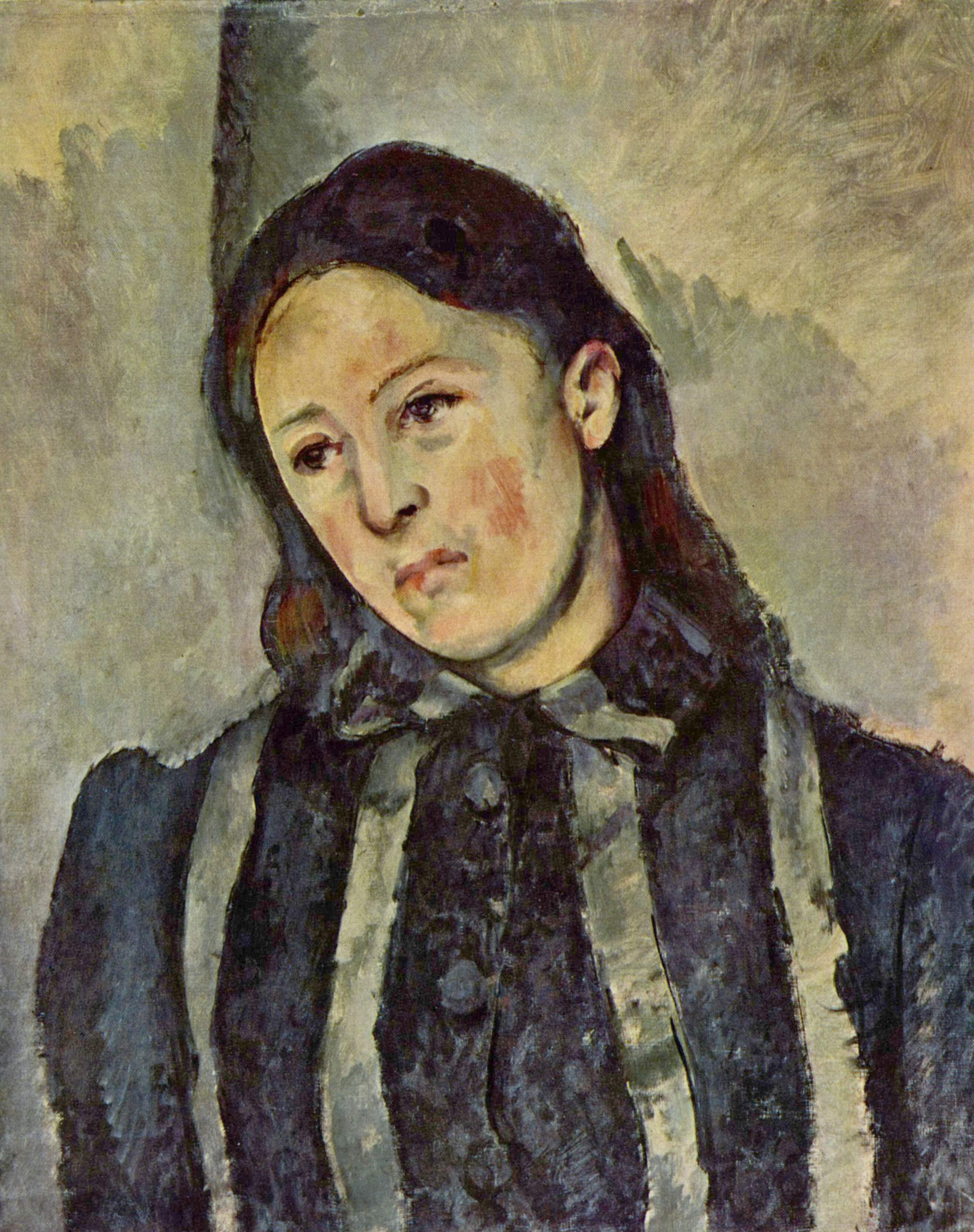
Paul Cézanne: Porträt der Mme Cézanne, 1883–87, Sammlung Henry P. McHenny, Germantown (Pennsylvania)
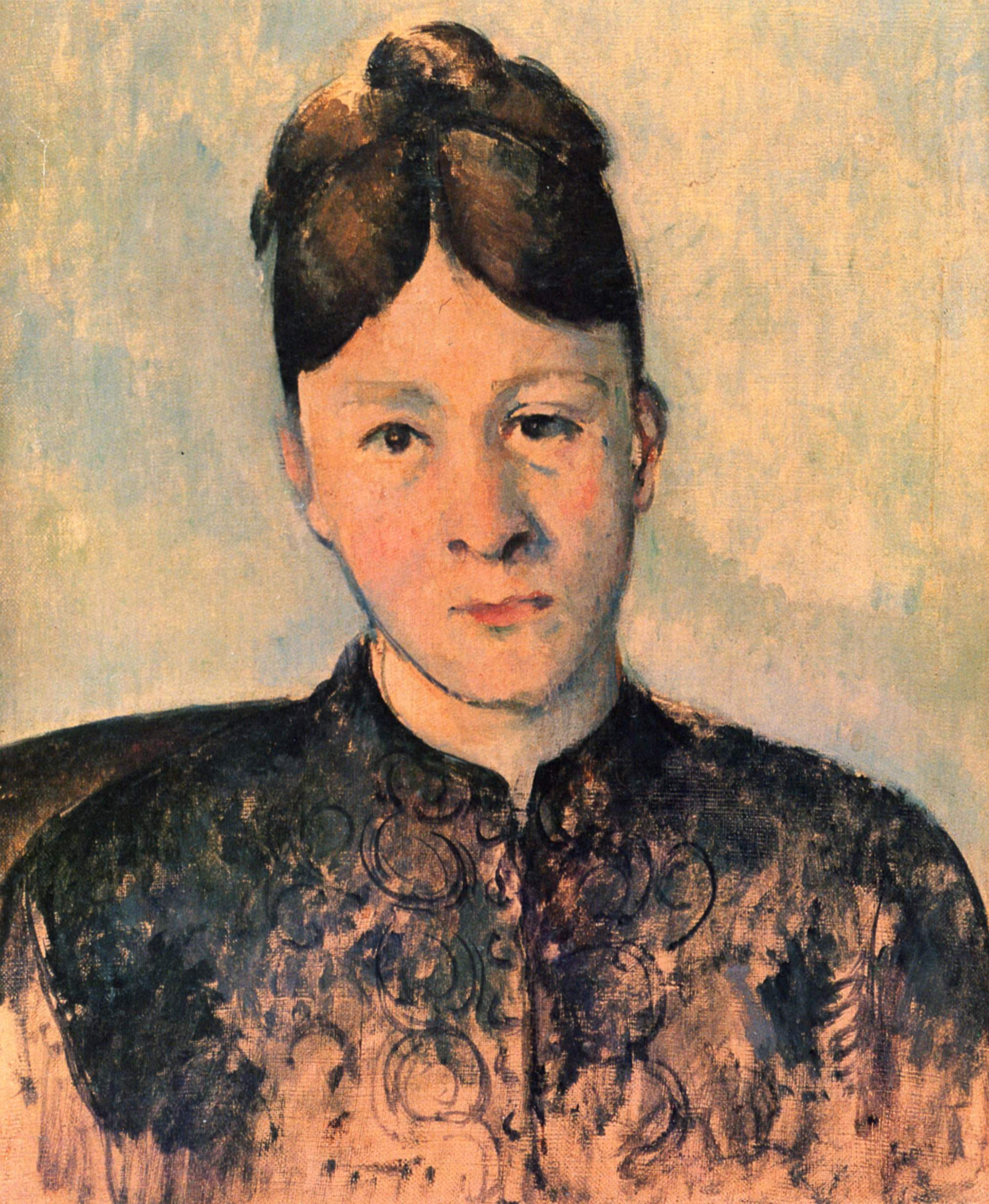
Paul Cézanne: Porträt der Mme Cézanne, um 1885, Privatbesitz
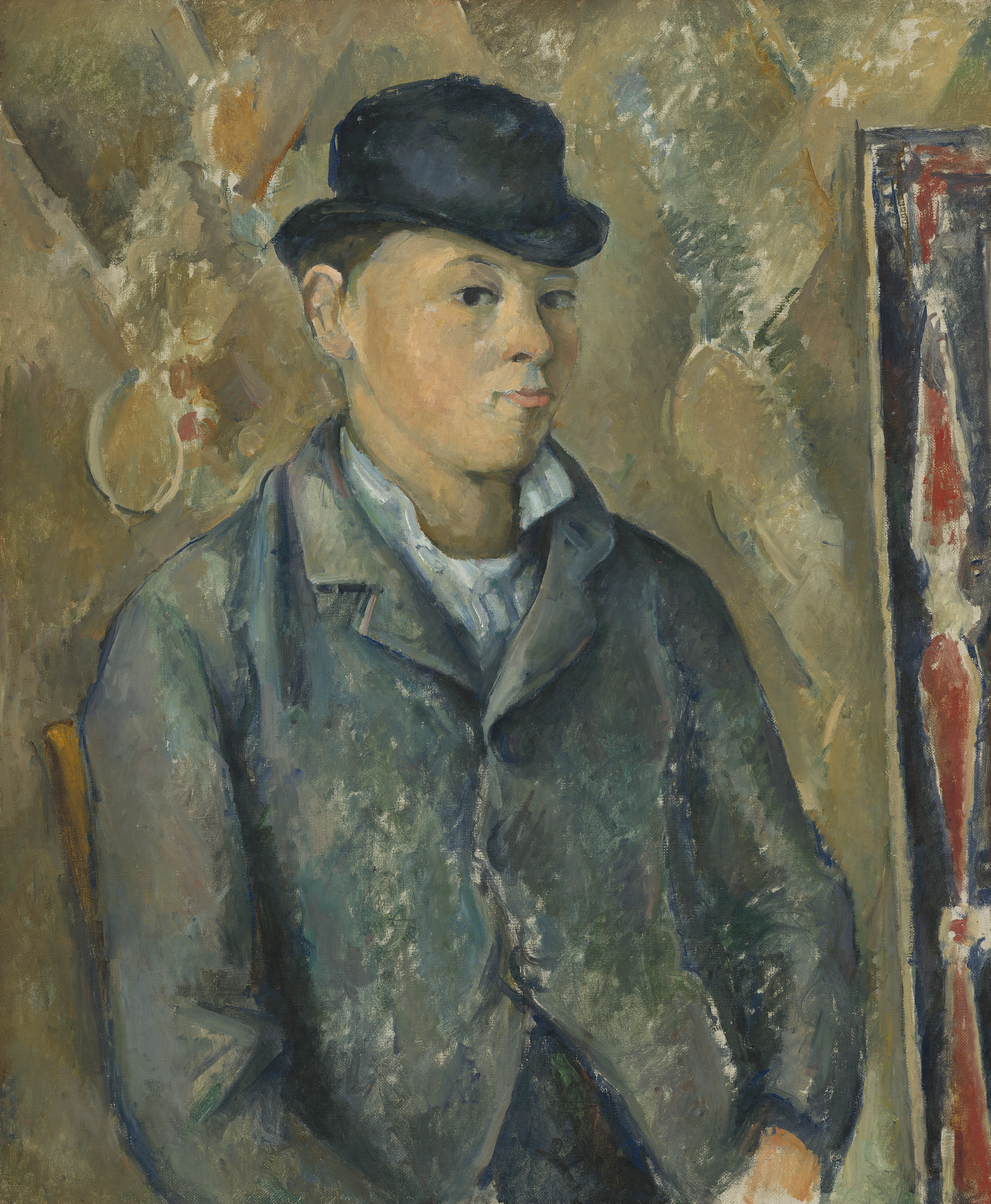
Paul Cézanne: Porträt des Sohnes Paul, 1888–90, National Gallery of Art, Washington (D. C.)
Mme Cézanne im roten Kleid, Museu de Arte de São Paulo, um 1890

Da die eheliche Beziehung sich zunehmend verschlechtert hatte, zog Hortense mit ihrem Sohn nach Paris. Im Jahr 1890 erkrankte Cézanne an Diabetes; durch die Krankheit wurde er noch schwieriger im Umgang mit seinen Mitmenschen. In der Hoffnung, die gestörte Beziehung zu Hortense könne sich stabilisieren, reiste Cézanne mit ihr und Sohn Paul durch die Schweiz. Der Versuch missglückte, denn Cézanne kehrte nach der Reise in die Provence zurück, Hortense und Paul nach Paris.
Als Cézanne im September 1902 sein Testament bei einem Notar hinterlegte, schloss er seine Frau Hortense vom Erbe aus und erklärte darin seinen Sohn Paul zum Alleinerben. Im Oktober 1906 lag Cézanne im Sterben. Seine Haushälterin schickte ein Telegramm nach Paris, doch die Nachricht erreichte die Familie zu spät.